# Reimchronik
Der Ausdruck Reimchronik bezeichnet eine in der Volkssprache in Reimpaarversen verfasste mittelalterliche Geschichtsdarstellung. Sie verbindet, wie die mittelalterliche Chronik, heilsgeschichtliches mit Erfahrungswissen sowie mit Sagen- und Legendenmaterial.

## Historische Einordnung
Diese Art der Berichterstattung über die Weltgeschichte und das aktuelle Zeitgeschehen hatte in den Ländern Westeuropas vom 12. bis 14. Jahrhundert ihr Publikum unter dem lateinunkundigen Adel. Im 12. Jahrhundert löste sich in Nordfrankreich bzw. England mit dem Antikenroman eine stärker fiktional-unterhaltende Form der Geschichtserzählung aus der Tradition der historisch-legendarischen Verserzählung heraus und bildete seither eine eigene Gattung.
Sie waren Vorläufer der Reimbibeln und Historienbibeln.

## Reimchroniken
Als älteste deutsche Reimchronik gilt die Kaiserchronik (um 1150) mit der Darstellung des Zeitraumes zwischen der Gründung Roms bis zu Konrad III.
Weitere bekannte Reimchroniken:
- Braunschweigische Reimchronik Ende des 13. Jahrhunderts
- Dalimil-Chronik (tschechisch: Dalimilova kronika), älteste tschechische Chronik
- Holländische Reimchronik des Melis Stoke
- Deutsche Reimchronik des Klosters Kastl im Bayerischen Nordgau
- Livländische Reimchronik
- Mecklenburgische Reimchronik des Ernst von Kirchberg
- Das Buch von den Wienern, Reimchronik in 13.000 Versen
- Reimchronik des Pfaffen Maurizius
- Roman de Brut des Wace (um 1155), Geschichte Britanniens
- Gottfried Hagens Reimchronik der Stadt Köln
- Preußische Reimchronik des Wigand von Marburg
- Steirische Reimchronik des Ottokar aus der Gaal
- Gandersheimer Reimchronik des Eberhard von Gandersheim